# Apotamonautes hainanensis
Apotamonautes hainanensis е вид ракообразно от семейство Potamidae.

## Разпространение
Видът е разпространен в Китай (Хайнан).